# Партеніо-Адріано Ломбарді
Партеніо-Адріано Ломбарді (італ. Stadio Partenio-Adriano Lombardi, до 2011 року — просто стадіон «Партеніо») — найбільший стадіон в Авелліно, Італія, побудований Костантіно Роцці та відкритий у 1971 році. З цього часу є домашньою ареною футбольного клубу «Авелліно». Назва походить від гірського масиву Партеніо, який оточує місто. Згодом через смерть від бічного аміотрофічного склерозу колишнього капітана, а потім і тренера «Авелліно», Адріано Ломбарді, муніципалітет вирішив назвати стадіон на його честь у листопаді 2011 року.
Це третій за розміром стадіон у Кампанії і вміщує 26 308 місць, поступаючись лише «Сан-Паоло» в Неаполі та «Арекі» в Салерно, але з набагато більшою потенційною місткістю, оскільки в 1980-х він міг прийняти понад 40 000 глядачів на спортивні заходи та концерти.

## Історія

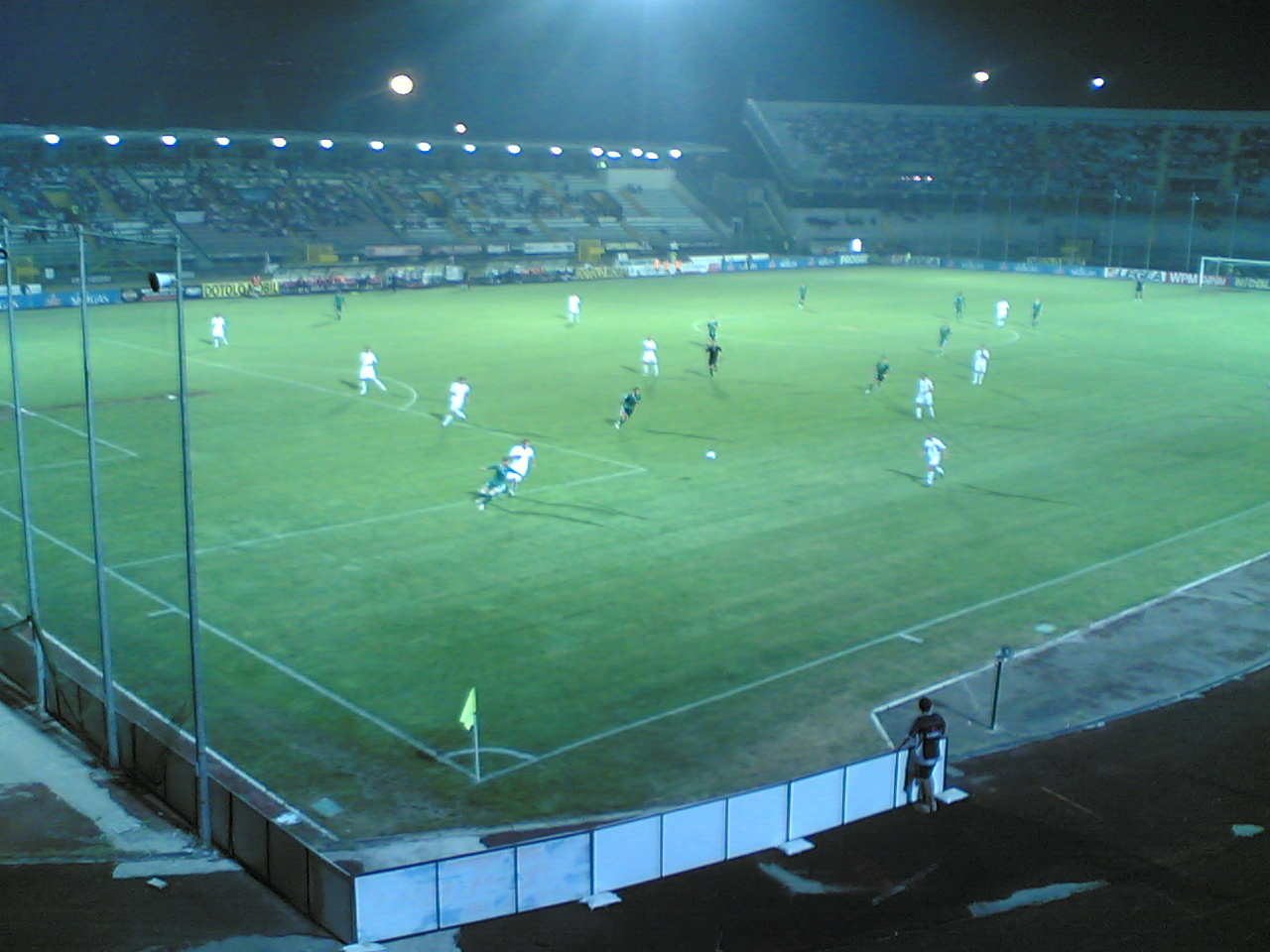
Матч на Партеніо. 2008 рік.

16 червня 1980 року на Партеніо пройшов історичний концерт Лу Ріда.
5 лютого 1986 року стадіон приймав товариський матчі збірної Італії проти Західної Німеччини (1:2).
16 травня 1990 року тут пройшов фінал Кубка УЄФА між «Ювентусом» та «Фіорентиною» (0:0) .
21 квітня 1992 року вболівальники «авелліно» поставили на знак протесту шістнадцять дерев'яних хрестів на газоні стадіону; на кожному хресті було ім'я гравця клубу з датою закінчення чемпіонату.
11 жовтня 2002 року на стадіоні зіграла молодіжна збірна Італії в рамках кваліфікації молодіжного чемпіонату Європи 2004 року проти однолітків з Югославії (4-1).
28 листопада 2011 року стадіон був названий на честь Адріано Ломбарді, колишнього футболіста та тренера «Авелліно».
11 вересня 2011 року на арені повинен був відбутися заключний концерт Васко Россі з туру Vasco Live Kom '011, пізніше скасований через стан здоров'я співака.
У серпні 2016 року поле було обладнано синтетичною травою, що зробило його найбільшим стадіоном в Італії з таким типом поля.

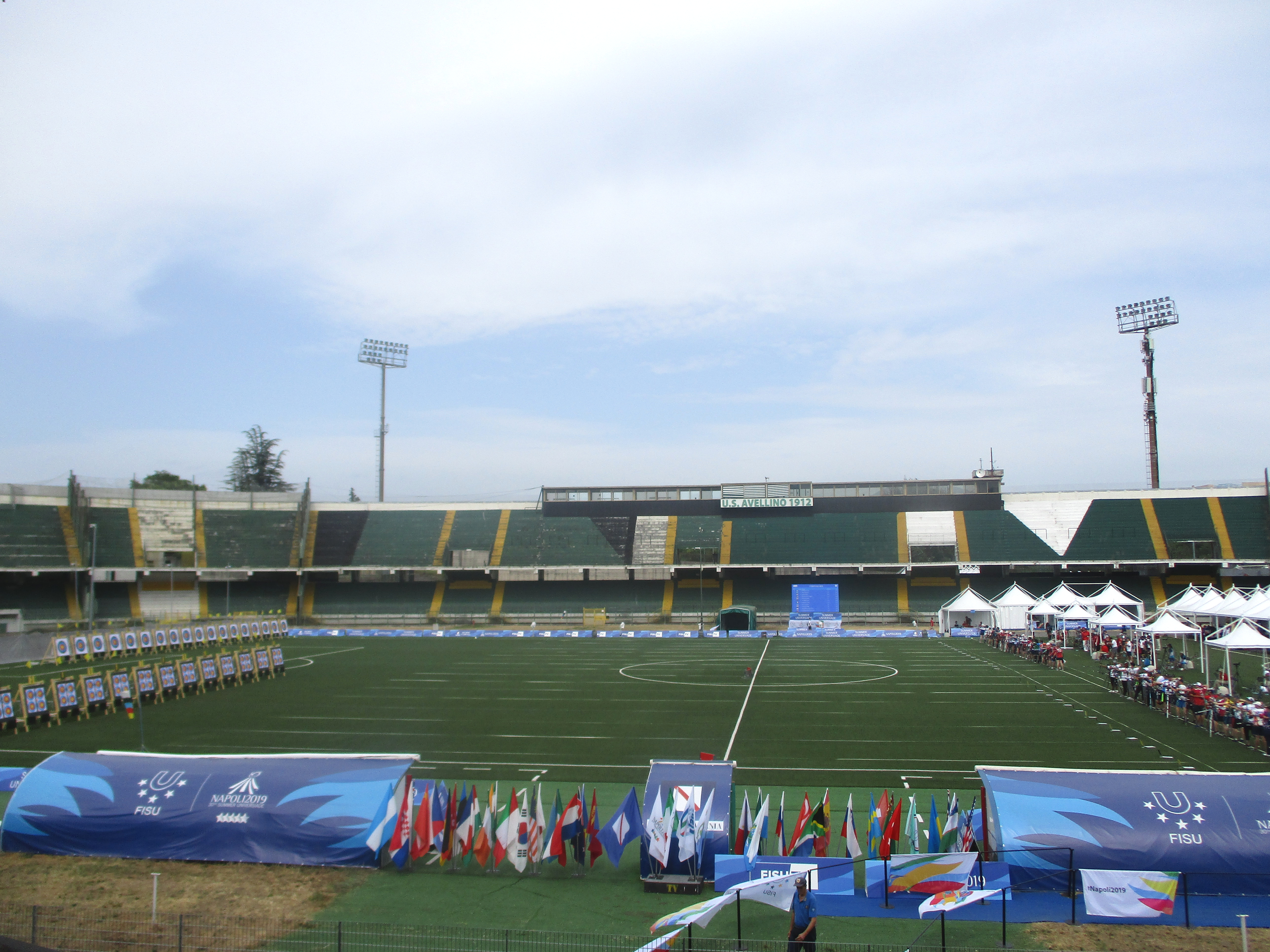
Стрільба з лука на XXX Універсіаді

У липні 2019 року на стадіоні було проведено кваліфікацію стрільби з лука XXX Універсіади, перед якою на стадіоні пройшла реконструкція.